# Parque Santa Catalina
El parque Santa Catalina es un parque de Las Palmas de Gran Canaria, ubicado en el norte de la ciudad dentro del Distrito Isleta-Puerto-Guanarteme, en el barrio de Santa Catalina-Canteras. 
El Parque Santa Catalina es uno de los puntos de encuentro más importantes de la ciudad debido a su cercanía a la Playa de Las Canteras, su proximidad a la terminal de cruceros del Puerto de la Luz y de Las Palmas, su conectividad con respecto al transporte público urbano e interurbano gracias al Intercambiador de guaguas y por ser el lugar donde se instalan los escenarios principales del Carnaval de Las Palmas de Gran Canaria y del WOMAD. En el parque se ubica el Museo Elder de la Ciencia y la Tecnología y el Edificio Miller, y en sus cercanías también se hallan el Centro de Arte La Regenta, el Acuario Poema del Mar, el AC Hotel Gran Canaria y el Centro Comercial El Muelle.

## Historia

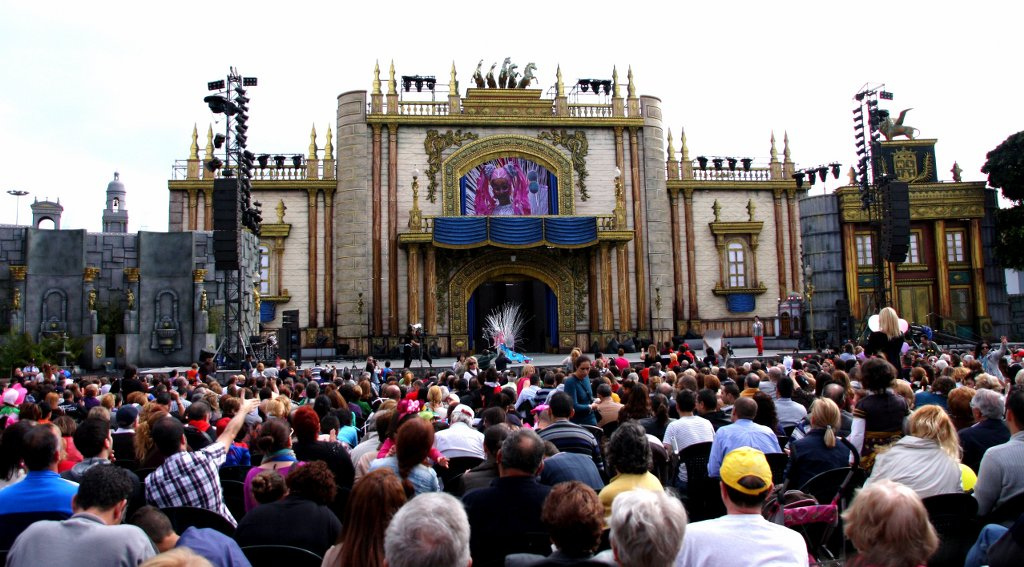
Carnaval de Día en el Parque de Santa Catalina, 2013.

El topónimo del entorno recibe el nombre de Santa Catalina por Santa Catalina de Alejandría y que denominaría la la fortaleza que fue destruida por la construcción del Muelle Frutero de Santa María del Pino que ahora ocupa la Base Naval de Las Palmas. El Parque Santa Catalina se planificó con la construcción del Muelle Santa Catalina en 1883 cuando empezaron las obras del nuevo Puerto de la Luz y de Las Palmas, promovido por Fernando León y Castillo y proyectados por su hermano Juan León y Castillo. Tras su construcción se inició una expansión de Las Palmas de G.C. ocupando los arenales del norte de la ciudad hasta la zona de La Isleta a través de la carretera que comienza en Parque San Telmo y que conduce hacia el puerto. En sus orígenes, esta carretera se denominó Paseo de las Victorias, pero a finales del Siglo XIX fue rebauizada como Calle León y Castillo en honor a los hermanos que promovieron la construcción del puerto. La convergencia entre la nueva carretera y el Muelle de Santa Catalina supuso el germen de la nueva plaza.

## Comunicaciones
En la misma plaza, hay una serie de paradas de guagua que complementan al Intercambiador de Santa Catalina. 
|                     | Líneas                                                   |
| ------------------- | -------------------------------------------------------- |
| Guaguas Municipales | 1, 2, 12, 21, 22, 24, 26, 33, 41, 44, 45, 47, 81, L1, L2 |
| Global              | 328                                                      |